# Grünbürzel-Sperlingspapagei
Der Grünbürzel-Sperlingspapagei (Forpus passerinus) ist eine Vogelart aus der Familie der Eigentlichen Papageien (Psittacidae). Es gibt 4 Unterarten.

## Aussehen
Die Hauptfarbe dieser kleinsten Sperlingspapageienart ist Gelbgrün. Die Hähne haben intensiv blaue Schwungfedern und Unterflügeldecken. Die Weibchen  sind grün bis gelbgrün und haben eine gelbe Stirn. Alle bei den Hähnen blauen Gefiederpartien sind bei den Hennen grün. Der Schnabel ist hornfarben und die Iris ist dunkelbraun.

## Verbreitung

Verbreitungsgebiet des Grünbürzel-Sperlingspapageis (grün)

Von Venezuela über Kolumbien bis Nordbrasilien.

## Forschung
Seit 1985 erforscht der US-amerikanische Ökologe Steven Beissinger in Venezuela die Lebensumstände und das Verhalten der Tiere einer Kolonie von Grünbürzel-Sperlingspapageien. Diese Langzeitstudie erbrachte unter anderem Hinweise auf die ökologischen und evolutiven Hintergründe des Imitationslernens von Papageien: Demnach lernen junge Papageien von ihren Eltern die arttypischen Grundmuster der innerartlichen Kommunikation, variieren diese aber individuell und können sie zeitlebens weiter variieren, so dass jedes Tier seine ‚eigenen‘ Kontaktrufe entwickelt und von jedem anderen Artgenossen individuell erkannt werden kann.